# Kościół św. Elżbiety w Wiedniu (parafia św. Elżbiety)
Kościół św. Elżbiety (niem. Elisabethkirche) – neogotycka świątynia rzymskokatolicka w Wiedniu, w dzielnicy Wieden, siedziba parafii św. Elżbiety. Znajduje się na środku Sankt-Elisabeth-Platz, konsekrowany w 1868 roku przez kardynała Josepha Othmara von Rauschera.
Kamienne płaskorzeźby w świątyni wykonali Franz Melnitzky, Rudolf Dominik Zafouk i Johann Baptist Feßler.